# Józef Dziuba (pedagog)
Józef Dziuba ps. Profesor (ur. 12 marca 1888 w Niżynie, zm. 2 marca 1946 w Częstochowie) – polski pedagog, działacz niepodległościowy i sportowy, zastępca prezydenta Częstochowy.

## Życiorys

### Młodość
Józef Dziuba urodził się 12 marca 1888 roku w Niżynie na lewobrzeżnej Ukrainie. Był synem Mikołaja i Ewy Demidowiczówny.
W 1899 roku Dziuba rozpoczął edukację w częstochowskim gimnazjum rządowym w Alejach. W 1903 roku wstąpił do konspiracyjnej organizacji „Promieniści”. Jako uczeń gimnazjum zaangażował się w strajk szkolny, który zorganizowano w lutym 1905 roku w ramach wydarzeń rewolucji 1905 roku. Po zakończeniu rewolucji został usunięty ze szkoły, kontynuował edukację na tajnych kompletach, a od 1906 roku w gimnazjum polskim Waleriana Kuropatwińskiego. W 1908 roku zdał maturę.

### Praca nauczycielska
Dziuba był zaangażowany w działania Towarzystwa Szerzenia Wiedzy, którego prezesem był w latach 1912-1916. W latach 1908–1910 był nauczycielem w prywatnej szkole Emilii Jurkowskiej, a w latach 1912-1913 w gimnazjum Gustawa Kośmińskiego. Od 1914 do 1920 roku był natomiast pracownikiem gimnazjum żeńskiego Wacławy Chrzanowskiej, w którym uczył historii, języka polskiego, logiki i łaciny. Ponadto w latach 1916-1918 uczył w gimnazjum im. Sienkiewicza. Po uzyskaniu niepodległości w 1919 roku był jednym z twórców i nauczycieli gimnazjum męskiego w Częstochowie.
W latach 1918–1923 studiował na Wydziale Filozoficznym Uniwersytetu Jagiellońskiego.

### Działalność polityczna
Od 1905 roku należał do PPS, a po rozłamie w partii w listopadzie 1906 roku wstąpił do PPS-Frakcji Rewolucyjnej. Dodatkowo w 1908 roku zaangażował się w działalność Związku Młodzieży Postępowej i w ramach tej organizacji prowadził działalność oświatową wśród robotników.
W okresie dwudziestolecia Dziuba należał do członowych działaczy PPS w Częstochowie. Od listopada 1918 do stycznia 1919 roku pełnił funkcję przewodniczącego Rady Delegatów Robotniczych w mieście. Był wieloletnim członkiem Okręgowego Komitetu Robotniczego PPS, a w drugiej połowie lat 30. pełnił funkcję przewodniczącego tego ciała. Na XX Kongresie PPS, który odbył się w okresie od 31 grudnia 1925 do 2 stycznia 1926 roku w Warszawie, wszedł do Rady Naczelnej PPS.
Z ramienia PPS był w latach 1919, 1925, 1927 i 1934 wybierany do częstochowskiej rady miasta. W latach 1927–1930 pełni funkcję ławnika magistratu, a od 9 marca 1926 do 30 kwietnia 1927 roku oraz ponownie od 26 listopada 1936 do września 1939 roku pełnił funkcję zastępcy prezydenta Częstochowy.
W 1935 roku bez powodzenia kandydował do Sejmu IV kadencji z list PPS.

### Działalność społeczna
W 1922 roku Dziuba założył w gimnazjum Związek Zawodowy Nauczycielstwa Polskiego Szkół Średnich, był także członkiem zarządu powiatowego oddziału Związku Nauczycielstwa Polskiego. W 1919 roku włączył się w prace Komitetu Niesienia Pomocy dla Górnego Śląska, wnioskował o przekazanie na pomoc uchodźcom ze Śląska środków z kasy miejskiej. Rok później został referentem oświatowym w ekspozyturze Naczelnego Dowództwa Powstańczego Górnego Śląska. Był też członkiem rady nadzorczej Spółdzielni Spożywców „Jedność”.
Dziuba działał także w organizacjach sportowych, był m.in. współzałożycielem KS Skra oraz członkiem Miejskiego Komitetu Wychowania Fizycznego i Przysposobienia Wojennego.

### Wojna i okupacja
Podczas kampanii obronnej w 1939 roku przebywał w Warszawie, po zakończeniu działań wojennych wrócił do Częstochowy i już 9 listopada został aresztowany przez Niemców. Do 4 stycznia 1940 roku był przetrzymywany w więzieniu na Zawodziu. Po wyjściu na wolność zaangażował się w 1941 roku w pracę konspiracyjnej PPS Wolność–Równość–Niepodległość i jako przedstawiciel Częstochowy uczestniczył 7 września 1941 roku w warszawskiej Ogólnopolskiej Konferencji PPS-WRN.
Zmarł 2 marca 1946 roku w Częstochowie, pochowany został na cmentarzu Kule w Częstochowie.

## Życie prywatne
Od 1937 roku żonaty z Weronika Ludwiką Piątek. Z tego związku miał syna Krzysztofa (ur. 11 lipca 1939).